# 小山敬三
小山 敬三（こやま けいぞう、1897年〈明治30年〉8月11日 - 1987年〈昭和62年〉2月7日）は、昭和期の洋画家。
父と祖父は小山久左衛門（世襲名）と称した小諸城下・荒町の豪商であり、商家でありながら馬廻り格の士分待遇を小諸藩から受けていた。衆議院議員・初代小諸市長・参議院議員等を務めた小山邦太郎は兄。

## 年譜

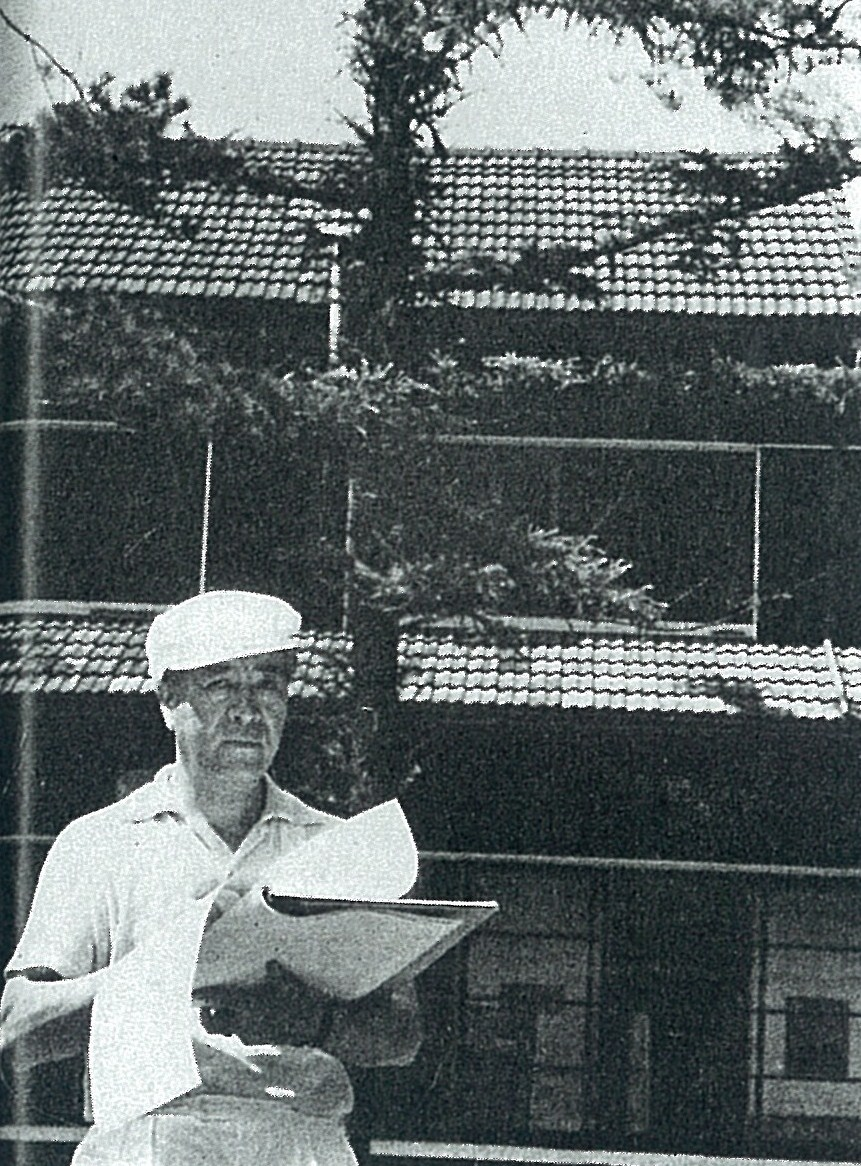
小山敬三（『藝術新潮』1960年9月号）

- 1897年（明治30年）長野県北佐久郡小諸町（現小諸市）荒町に生まれる。
- 1915年（大正4年）旧制長野県立上田中学校を卒業。
- 同年慶應義塾大学部予科入学。
- 1916年（大正5年） 父の反対を押し切り、画家になるために慶應義塾大学部理財科を中退し、川端画学校で藤島武二に師事。
- 1920年（大正9年）島崎藤村のすすめで渡仏。アカデミー・コラロッシでシャルル・ゲラン（Charles Guérin）に油絵技法を学ぶ。
- 1928年（昭和3年）帰国。
- 1929年（昭和4年）神奈川県茅ヶ崎市にアトリエを構える。
- 1936年（昭和11年）二科会を脱会して有島生馬、山下新太郎らと一水会を結成[1]。
- 1943年（昭和18年）アンブロワーズ・ヴォラール『画商の思い出』[注 1]を翻訳（新版は美術公論社）。
- 1959年（昭和34年）連作「白鷺城」で日本芸術院賞を受賞[2]。
- 1960年（昭和35年）日本芸術院会員。
- 1970年（昭和45年） 文化功労者。

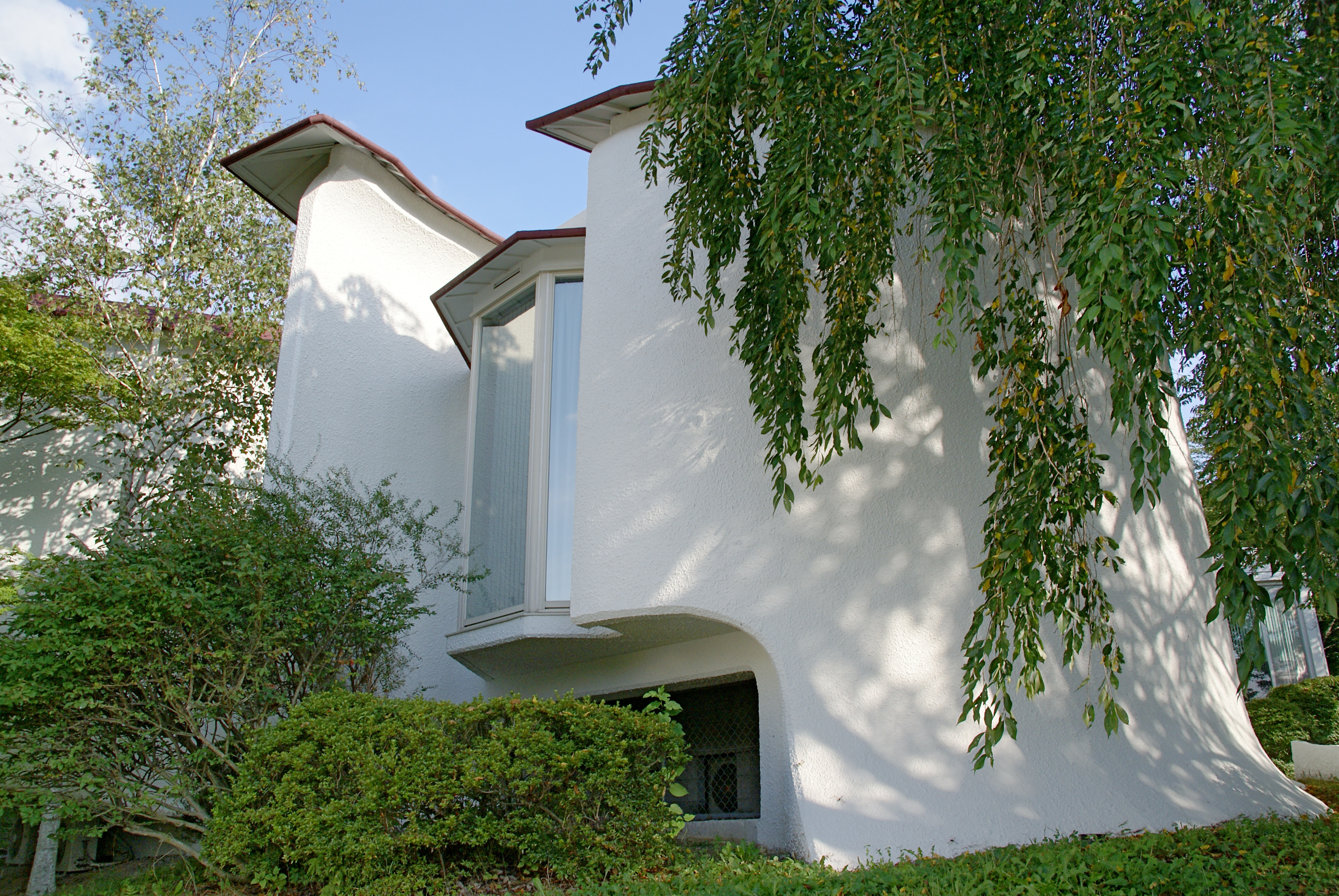
小諸市立小山敬三美術館

- 1971年（昭和46年）小諸市名誉市民称号受贈[3]
- 1975年（昭和50年）文化勲章を受章。
  - 同年に生まれ故郷の小諸市に代表作を寄贈し、村野藤吾設計による小諸市立小山敬三美術館が完成。
- 1985年（昭和45年）私財2億円を寄贈し小山敬三美術振興財団設立、中堅の洋画家を対象にした小山敬三美術賞の授与と油彩画修復技術家の留学奨励を行った、2006年に解散。
- 1987年（昭和62年）神奈川県で没す。贈従三位。銀杯一組と祭粢料下賜。

## 親族
国際結婚がまだ珍しかった時代にフランス人女性と結婚したことでもしられる。実子はない。自由民主党・三木派の大番頭といわれた三木武夫内閣の官房長官・井出一太郎の妻は、小山邦太郎の女子である。このため、井出一太郎とは近親となる。井出一太郎が内閣官房長官（在任期間1974年12月9日 - 1976年9月15日）の在任中となる1975年秋に文化勲章を受章した。また、従姪孫にはミュージシャンのデーモン閣下がいる。

## 主な作品
- 白鷺城 連作
- 浅間山 連作 - 『開運!なんでも鑑定団』に出品され、それぞれ約数百万円の価格がついた

## 収蔵美術館
- 小諸市立小山敬三美術館
- 東京国立近代美術館
- 神奈川県立近代美術館
- 佐久市立近代美術館
- 茅ヶ崎市美術館